# Leopold Josef Hansmann
Leopold Josef Hansmann, užívající literárního pseudonymu Antoš Dohnal (17. února 1824, Kvasice - 7. července 1863, Brno) byl český novinář, spisovatel a překladatel. Byl představitelem pozdní fáze českého národního obrození a sehrál velkou úlohu v šíření jeho vlivu na Moravě.

## Život
Pocházel z německé rodiny, ale během středoškolských studií v Hradci Králové se rozhodl pro češství. Byl členem Českomoravského bratrstva a Moravské národní jednoty (později přejmenována na Matici moravskou). Obrozenci Jan Helcelet a Alois Vojtěch Šembera ho přiměli ke sbírání lidových písní. Blízko měl i k dalšímu obrozenci Františku Matouši Klácelovi, dopisoval si též s Karlem Havlíčkem Borovským, Boženou Němcovou a Václavem Čeňkem Bendlem. Během své úřednické práce v Mírovské věznici poznal slovinského buditele Martina Kuralta, jímž byl silně ovlivněn. Od roku 1849 až do smrti žil v Brně. 
V roce 1848 se stal redaktorem Týdenníku, což byly první česky psané noviny na Moravě. V revoluční éře, kdy se uvolnily tiskové zákony, přispíval též do Havlíčkových Národních novin a později do jeho Slovanu. Poté přešel do Klácelových Moravských novin, které od roku 1853 vedl. Roku 1861 založil Besídku hospodářskou jako jejich přílohu. Když se uvolnily poměry a vznikl moderní politický život, podporoval Národní stranu, a to i na stránkách Moravských novin. V závěru života se ale dostal do existenčních a zdravotních potíží (tuberkulóza), kvůli nimž podlehl tlaku Petra Chlumeckého a v novinách podporoval německé velkostatkáře, jež s Národní stranou vedly četné zápasy. To vedlo k jeho konfliktu s vlasteneckými kruhy na Moravě. 

## Dílo
Byl zakladatelem žánru moravské vesnické povídky, byť knižně jeho povídky vyšly až po jeho smrti, v různých výborech (První povídky hanácké, 1906; Hanácké povídky, 1949; Staré hanácké povídky; 1987). Ve svých povídkách využíval hanácké nářečí. Často je publikoval v časopise Hvězda, vždy pod pseudonymem Dohnal. Lexikon české literatury tyto povídky popsal slovy: "Všímal si konfliktů vyplývajících z majetkové nerovnosti, vyzdvihoval mravní hodnotu chudých lidí (aniž je paušálně idealizoval) proti mentalitě bohatých sedláků a proti zpanštělým úředníkům, jako jeden z prvních v naší literatuře ukázal na výměnkářské otázce deformující vliv majetku; bojoval také proti venkovské úzkoprsosti a farizejství v morálním hodnocení lidí. Dovedl charakterizovat postavy jejich jednáním, tíhl k realistickému zobrazení, místy však využíval romantických zápletek". To, že novinář Leopold Hansmann a beletrista Antoš Dohnal jsou jedna osoba, prokázal až na začátku 20. století literární historik Jan Kabelík.
Hansmannův chystaný básnický epos o velikánech českých i evropských dějin zůstal nedokončen. Zachovaly se především ty básně, které psal do dopisů Němcové. Napsal i několik divadelních her, nejvýznamnější z nich byla ta, jež vyhrála v soutěži vyhlášené Vojtou Náprstkem o nejlepší historické drama ze slovanských dějin. Nesla název Jaroslav Šternberk aneb porážka Mongolů u Holomouce. Později byla inscenována v úpravě Jana Nerudy. Silně v ní rezonuje myšlenka jednoty Čech a Moravy. K překladatelské činnosti Hansmanna předurčovala znalost deseti jazyků, překládal mj. pohádky Hanse Christiana Andersena.